# Robean
Robean is een bestuurslaag in het regentschap Tapanuli Utara van de provincie Noord-Sumatra, Indonesië. Robean telt 425 inwoners (volkstelling 2010).